# Coniophorafomes stereoideus
Coniophorafomes stereoideus är en svampart som först beskrevs av Rick, och fick sitt nu gällande namn av Rick 1934. Coniophorafomes stereoideus ingår i släktet Coniophorafomes och familjen Stereaceae.   Inga underarter finns listade i Catalogue of Life.